# Ібрат (Узбекистан)
Ібрат (до 2009 року — Янгікурган; узб. Ибрат, Ibrat) — міське селище в Узбекистані, центр Бувайдинського району Ферганської області.
Розташоване у Ферганській долині, на арику Бачкір, за 12 км на північний захід від залізничної станції Фуркат (на лінії Коканд—Маргілан), за 16 км на схід від Коканда. Через селище проходять автошляхи Коканд — Андижан (E007) і Риштан — Багдад — Навбахор.
Населення 16 тис. мешканців (2004).
До 12 жовтня 2009 року селище мало назву Янгікурган. Після отримання 2009 року статусу міського селища Янгікурган був перейменований через те, що в області вже було ще одне селище з назвою Янгікурган.